# Letters from Frank
Letters from Frank (conocida en España como Cartas de Frank) es una película de drama de 1979, dirigida por Edward Parone, escrita por Stephen Karpf, Elinor Karpf, Larry Grusin y George Thompson, musicalizada por Ernest Gold, en la fotografía estuvo Roland ‘Ozzie’ Smith, los protagonistas son Art Carney, Maureen Stapleton y Mike Farrell, entre otros. El filme fue realizado por The Jozak Company, Cypress Point Productions y Paramount Television, se estrenó el 22 de noviembre de 1979.

## Sinopsis
El anciano editor de un diario, Frank Miller, es echado luego de décadas de trabajo y sustituido por una computadora. Frank se enoja mucho y empieza a escribir cartas a su hijo Richard, dando a conocer su ira. Richard trata de comprenderlo, pero tiene sus propios problemas. Con el tiempo, la pareja de Frank, Betty, lo persuade para que use su energía y transforme su presente.